# Incêndios florestais na Grécia em 2023
Os incêndios florestais de 2023 na Grécia são múltiplos incêndios em curso que começaram em julho de 2023. Eles já causaram cinco mortes e deixaram mais de 20 pessoas feridas, além de terem queimado dezenas de áreas em várias partes da Grécia. Foram registrados mais de 80 incêndios, com as temperaturas mais altas chegando a 41,0 °C, com previsão de atingir 45,0 °C em Rodes. Os meteorologistas estão sugerindo que a atual onda de calor que está atingindo a Grécia deve se tornar a mais longa da história, podendo durar até 16 a 17 dias, superando a onda de calor de 1987. Também é esperado que seja o julho mais quente registrado em mais de 50 anos. Apesar de as autoridades do governo grego afirmarem que a maioria dos incêndios é resultado de incêndios criminosos e não de mudanças climáticas.
Após uma série de ondas de calor e incêndios florestais em toda a Europa, os incêndios na Grécia começaram em 17 de julho de 2023. O governo grego estabeleceu uma Unidade de Gestão de Crises para responder à situação. Desde 18 de julho, um incêndio florestal na ilha grega de Rodes está em curso, levando à evacuação de quatro localidades, incluindo dois resorts à beira-mar. Aproximadamente 2.000 pessoas, incluindo turistas, foram evacuadas em segurança pelo mar, representando menos de 10% dos alojamentos turísticos da ilha, de acordo com o porta-voz do corpo de bombeiros.

## Area impactada

### Atica
Em 17 de julho, três grandes incêndios florestais eclodiram na região de Atica, em Kalyvia, Loutraki e Dervenochoria. As autoridades gregas ordenaram que os moradores evacuassem suas casas no sul de Atenas. Em 20 de julho, os incêndios foram reacendidos em Atenas devido ao vento, o que forçou esforços de evacuação na cidade.

### Corfu
Em 23 de julho, foram ordenadas evacuações em massa em Corfu, seguindo grandes incêndios na ilha. As pessoas em Rou, Katavolo, Kentroma, Tritsi, Kokokila, Sarakiniatika, Plagia, Kalami, Vlachatika e Kavalerena foram orientadas a evacuar e se deslocar para Ipsos, enquanto as pessoas em Viglatouri e Nisaki foram aconselhadas a evacuar para Barbati.

### Evia
Em Caristo, as chamas atingiram uma altura de 20 metros e o prefeito solicitou um aumento no uso de aeronaves para operações de extinção. Um homem foi relatado como tendo morrido de insolação devido aos incêndios na ilha da Eubeia. Em 25 de julho de 2023, um Canadair CL-215 caiu em Caristo, matando seus dois pilotos, ocorrendo um incidente semelhante quase 15 anos depois, no mesmo local e com o mesmo número de vítimas. Mais tarde, no mesmo dia, um pastor de 41 anos foi encontrado carbonizado em uma área inacessível fora da aldeia de Platanistos, em Caristo.

### Magnesia
Em 26 de julho, dois grandes incêndios florestais eclodiram na região de Magnesia, em Almyros e perto de Velestino. Os incêndios conseguiram alcançar a Base Aérea de Nea Anchialos e a Zona Industrial de Vólos. Muitos caças F-16 foram ordenados a se deslocar da Base Aérea de Nea Anchialos para a Base Aérea de Larissa por motivos de segurança. O incêndio atingiu um depósito de munição e várias explosões ocorreram, desencadeando a evacuação da cidade de Nea Anchialos.

### Rodes
A ilha de Rodes sofreu múltiplos incêndios florestais, o que levou ao evacuação de mais de aproximadamente 19.000 pessoas por via terrestre e marítima. Alertas de emergência foram enviados aos moradores da ilha para avisá-los dos incêndios e instruí-los a evacuar.
O corpo de bombeiros em Rhodes afirmou que os incêndios provocaram a "maior operação de evacuação" já realizada na ilha, com o uso de 10 aviões de combate a incêndios, oito helicópteros de combate a incêndios, mais de 260 bombeiros, 49 caminhões de bombeiros e centenas de voluntários, entre outros, para combater o incêndio na ilha.
Em 23 de julho de 2023, foi anunciado que mais 1.200 pessoas seriam evacuadas das aldeias de Pefki, Lindos e Kalathos. Os voos para Rhodes da empresa britânica de pacotes de férias Jet2.com foram cancelados até 30 de julho de 2023, e da TUI até 26 de julho de 2023.

## Assistencia internacional
A União Europeia anunciou que mais de 450 bombeiros e sete aviões seriam enviados para ajudar a situação na Grécia, com 81 bombeiros, 26 veículos e três aviões especificamente ajudando a situação em Rodes.
Em 23 de julho, em resposta aos incêndios florestais em Rodes, o Governo do Reino Unido anunciou que enviaria uma Equipe de Implantação Rápida, composta por socorristas para apoiar os cidadãos britânicos na ilha, com base no Aeroporto Internacional de Rodes.

### Bulgária
A Bulgária enviou 70 bombeiros com 14 veículos para auxiliar a Grécia.

### Croácia
A Croácia enviou um avião de combate a incêndios como parte da assistência da UE.

### Egito
Três helicópteros de combate a incêndios foram enviados pelo Egito.

### França
A França enviou dois aviões de combate a incêndios.

### Israel
Israel enviou dois aviões de combate a incêndios para ajudar no combate ao fogo.

### Itália
A Itália enviou dois aviões de combate a incêndios como reforço.

### Jordânia
A Jordânia enviou quatro helicópteros de combate aos incêndios para a Grécia.

### Malta
Malta enviou 20 bombeiros para a Grécia. Essa foi a primeira vez que Malta enviou bombeiros para o exterior.

### Polônia
A Polônia enviou 149 bombeiros, juntamente com 49 veículos de combate a incêndios.

### Romênia
A Romênia enviou 130 bombeiros, com 25 veículos de combate a incêndios, que foram destacados ao lado de seus colegas gregos.

### Sérvia
A Sérvia enviou 38 bombeiros, juntamente com 14 veículos.

### Eslováquia
31 bombeiros, juntamente com 15 veículos de combate a incêndios, foram enviados pela Eslováquia.

### Turquia
A Turquia enviou dois aviões de combate a incêndios e um helicóptero a pedido do Presidente.

## Reações
O Primeiro-Ministro Grego, Kyriakos Mitsotakis, agradeceu às agências europeias de proteção civil pela sua assistência em ajudar na situação.

## Galeria de imagens

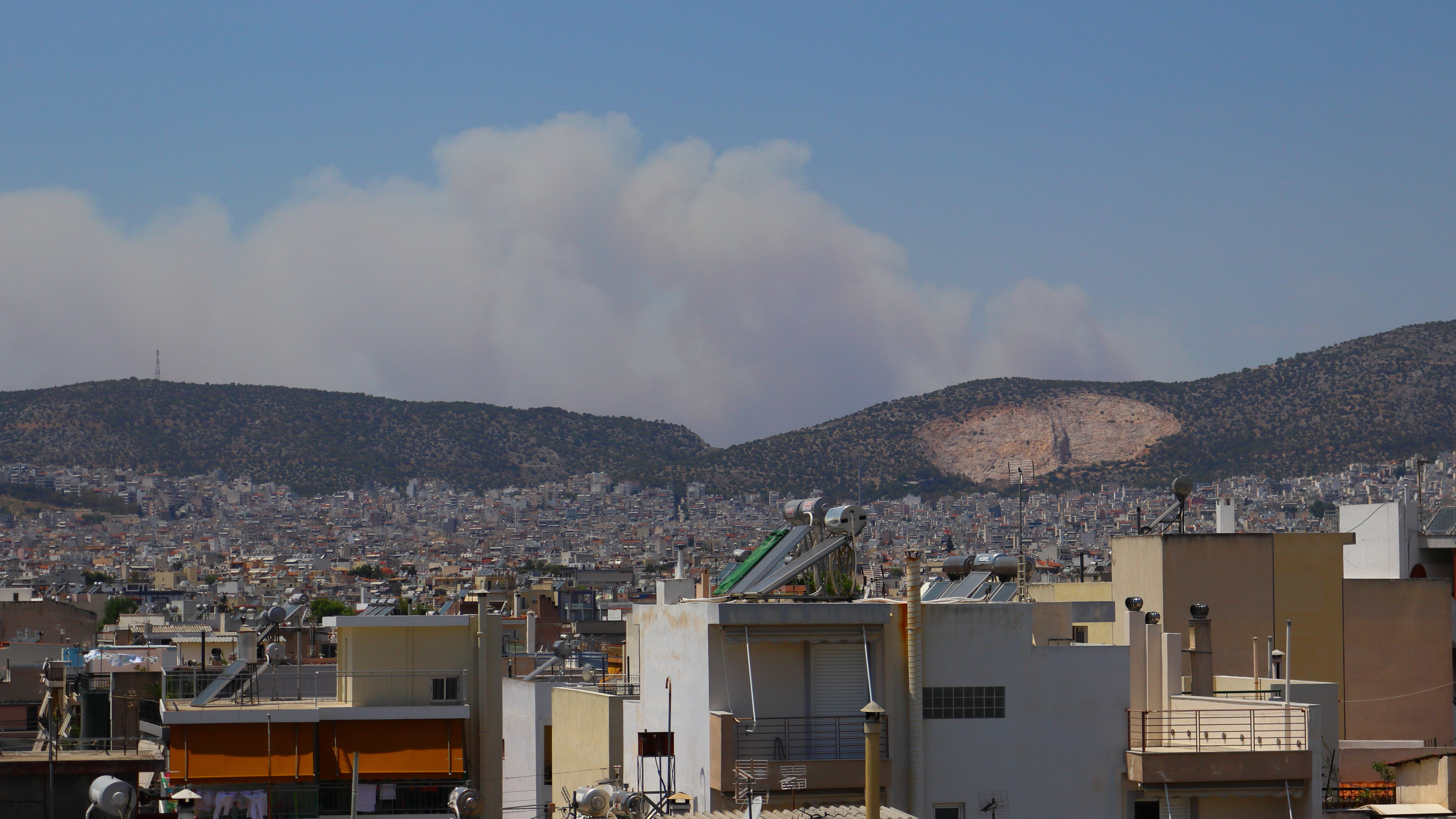
Nuvem de fumaça do incêndio em Dervenocória vista de Ilion às 14h20 em 18 de julho de 2023.
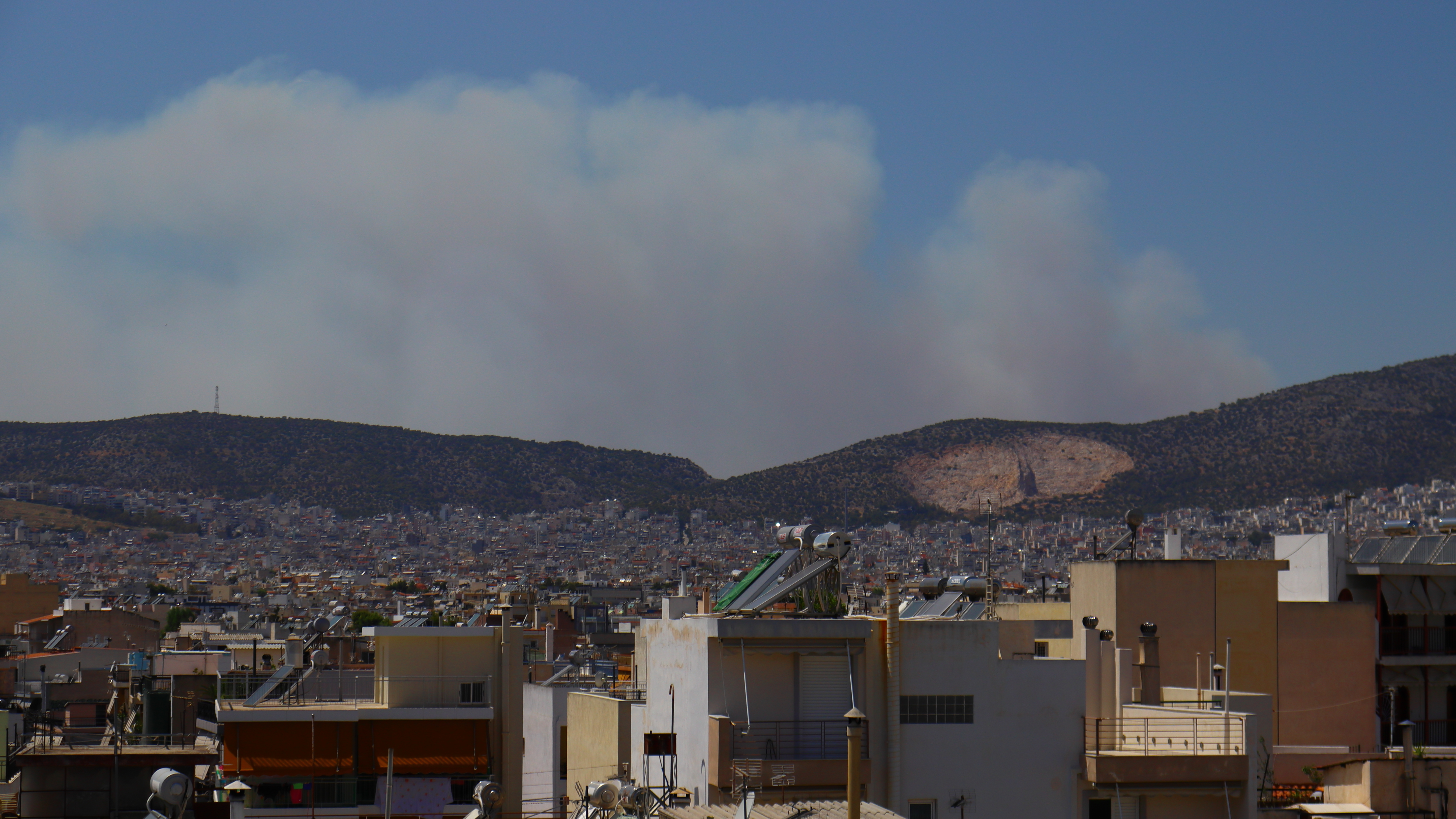
Nuvem de fumaça do incêndio em Drevenocória vista às 14h40 em 19 de julho de 2023 a partir de Ilion.